# شيطنة
الشيطنة هي تفسير لتعدد الآلهة (الشرك) على أنه شر، وأنه كذب من الشياطين، وخاصةً من الديانات التوحيدية. توسع المصطلح بعد ذلك للإشارة إلى أي وصف للأفراد أو الجماعات أو الهيئات السياسية بالشر.

## دينيًا
لا تنكر الأديان، حتى تلك التي هي توحيدية من جذورها، بالضرورة وجود آلهة أو كائنات روحية أخرى. على العكس من ذلك، فإنها تزعم أن الآلهة الأخرى لا تستحق العبادة وأنهم في الواقع شياطين تضلل أتباعهم من خلال المعتقدات أو الممارسات الصحيحة. غالبًا ما استخدم المبشرون المسيحيون تكتيكات لشيطنة تعدد الآلهة عند دعوة الوثنيين للمسيحية، على الرغم من أن اليهودية والإسلام والأديان الأخرى لها تاريخ مماثل. لا تقتصر الشيطنة على الأديان الأخرى فحسب، بل يمكن أيضًا توجيهها إلى الداخل لإدانة مختلف المدارس الفكرية أو الحركات.
من وجهة نظر علمانية، يمكن استخدام الشيطنة لتشويه سمعة فرد أو جماعة معارضة، مما يجعل أتباع دينهم ووجهة نظرهم أقل ميلًا للتعامل معهم (وربما تغيير الدين) وأكثر ميلًا لمحاربتهم. إذا كان الأجانب أشرارًا ومفسدون بتأثير شيطاني، فمن السهل تصوير أي وسيلة للدفاع عن النفس على أنها شرعية. مثال على ذلك تصوير جميع الوثنيين تقريبًا في الشرق الأوسط على أنهم عبدة لبعل في الكتاب المقدس العبري. إذا كان الوثنيون قد أفسدهم «الإله» الشيطاني بعل، فمن الواضح أنه يجب محاربتهم أو على الأقل قمعهم. خاصة في الكتب السابقة من الكتاب المقدس العبري، تم تصوير الآلهة الأجنبية على أنها كيانات قائمة ومفسدة بدلاً من كونها مجرد أصنام لا حول لها ولا قوة. قد يقول البعض بأن هذا انتقل لاحقًا إلى المسيحية بعد صعود قسطنطين الأول في قمعه للوثنية الرومانية. ومن أشهر الشيطانيين هم لوسيفر، بعل زبوب، وبافوميت، حتى أنها أصبحت مرادفة لشيطان / شيطان الديانات الإبراهيمية. في وقت لاحق، تم استدعاء وصف الشيطنة مع ظهور معاداة السامية في أيبيريا، مما أدى إلى طرد اليهود من إسبانيا بما في ذلك الموريسكيين.
إن وجهة نظر اليهودية المبكرة التي تعامل الآلهة الأجنبية على أنها شياطين ثم تعامل اليهودية لاحقًا مع الآلهة على أنها غير موجودة ليست عالمية. سفر المزامير 96: 5، على سبيل المثال، يُترجم بالتناوب على النحو التالي، «لأن كل آلهة الأمم لا شيء»، «لأن كل آلهة الأمم هم شياطين» (فولجاتا)، و «لأن آلهة الشعوب كلها أصنام.» الترجمة السبعينية اليونانية لذلك المقطع، التي استخدمتها الكنيسة المسيحية المبكرة، استخدمت عبارة «الشياطين». سيتبع جيروم النص اليوناني بدلاً من العبرية عندما ترجم النسخة اللاتينية من الكتاب المقدس فولجاتا. ظل لقب «الشياطين» تظهر في الأناجيل حتى نهاية القرن العشرين عندما عاد الإجماع إلى النص العبري الأصلي للترجمات الحديثة.
توجد أيضًا نظائر شيطنة خارج الديانات التوحيدية. يقبل تعدد الآلهة بسهولة الآلهة الأجنبية بشكل عام، وفي أوقات الصراع، يمكن أحيانًا تصوير آلهة الأمة الأجنبية على أنها شر. أقل شيوعًا، سيتم تطبيقه على الديانات الأخرى أيضًا. على سبيل المثال، يختلف تصوير بوذا في الهندوسية: بعض سلالات الهندوسية تعتبر بوذا تجسيدًا لفيشنو، بينما في بعض النصوص مثل بوراناس، يتم تصويره على أنه أفاتار وُلد لتضليل أولئك الذين ينكرون المعرفة الفيدية.

### الصراعات السياسية
تُستخدم الشيطنة أحيانًا ضد المعارضين السياسيين بدلاً من المعارضين الدينيين. تم تدمير فرسان الهيكل بسبب اتهامات بأنهم يعبدون بافوميت من الملك فيليب الرابع. ربما تم استخدام بافوميت، الذي غالبًا ما يُعتقد أنه بعلزبول، بسبب تشابه هذا الإله ذو القرون مع الصور المسيحية للشيطان.

## الاستخدام الحالي
يذكر معجم اللغة العربية المعاصرة لأحمد مختار عمر: «شيطنَ يشيطن، شيطنةً، فهو مُشَيْطِن؛ شيطن الشّخصُ: صار كالشَّيطان أو فعل فعله.»
في الاستخدام العامي، يتم استخدام مصطلح «الشيطنة» مجازيًا للإشارة إلى الدعاية (البروبوغاندا)، أو الذعر الأخلاقي الموجه ضد أي فرد أو مجموعة، بغرض التشهير و / أو اغتيال الشخصية و / أو نزع الصفة الإنسانية. وكثيرًا ما تستخدم الشيطنة في الصراعات السياسية.
تستخدم الشيطنة بهدف منها إقصاء الشخص وتدميره عبر تصويره خطراً على الأمن والناس، وإلصاق صفات مكروهة وطنيًّا، وتنصيبه عدوًّا بما يحمله من أعمال وأفكار سياسيّة تتعارض مع أهل السلطة السياسيّة والدينيّة. وتأتي صناعة الشيطنة أيضًا بالتركيز على جزءٍ فاسدٍ (حقيقي أو مختلق)، واختزال التفاصيل جميعاً في هذا الجزء. والهدف من تشويه التفاصيل وطمسها تاريخاً أو واقعاً يضلّ قراءة التاريخ، ويقدّم واقعاً مسنوداً إلى مرجعيّة مشكوك فيها. وتأتي الشيطنة في مواجهة العقل وتدميره، عبر تجميد عقل المرء المتلقّي، وزيادة مناعته ضدّ المنطق المضاد القادم من جهة الخصم (الشيطان).